# 1627
1627 (MDCXXVII) a fost un an comun al calendarului gregorian, care a început într-o zi de vineri.

## Nașteri
- 25 ianuarie: Robert Boyle, fizician, chimist și inventator irlandez (d. 1691)
- 29 mai: Anne Marie Louise d'Orléans, Ducesă de Montpensier (d. 1693)
- 17 noiembrie: Johann Georg al II-lea, Prinț de Anhalt-Dessau (d. 1693)

### Nedatate
- Paul de Alep (n. Būlus ibn Makārijūs az Zaim al-Halabī), arhidiacon și cronicar sirian (d. 1669)

## Decese
- 23 mai: Luis de Góngora y Argote  (n. 1561)
- 27 ianuarie: Cecilia a Suediei  (n. 1540)
- 4 iunie: Marie de Bourbon, Ducesă de Montpensier  (n. 1605)
- 11 octombrie: Bernardo de Balbuena  (n. 1568)
- 5 august: Giovanni Battista Ricci pictor italian (n. 1537)
- dată necunoscută: Bartolomé González y Serrano pictor spaniol (n. 1564)
- 7 septembrie: Nicolae Pătrașcu  (n. 1584)
- 3 octombrie: Jacques Aleaume matematician francez (n. 1562)